# Барранкабермеха

Муниципалитет Барранкабермеха на карте департамента Сантандер

Барранкаберме́ха (исп. Barrancabermeja) — город и муниципалитет в Колумбии (провинция Марес департамента Сантандер). Расположен на правом берегу Магдалены.

## Климат
Среднегодовая температура воздуха составляет 27,6°C, относительная влажность воздуха — 72—77%.

## История
Барранкабермеха («Алые овраги») основана в 1536 году испанцами на месте индейского посёлка.
С 1921 года Барранкабермеха становится центром добычи нефти. Первые скважины были пробурены Tropical Oil Company. Годом позже, в 1922, посёлок получает статус города.
В 1951 году отделением американской компании Tropical Oil Company of Colombia был построен нефтеперерабатывающий завод, контроль над которым в 1961 году перешёл национальной нефтяной компании Ecopetrol.

## Экономика

### Промышленность
Город является центром нефтедобычи и переработки. В городе расположен НПЗ компании Ecopetrol. Также работают предприятия по производству удобрений и асфальта.

### Транспорт

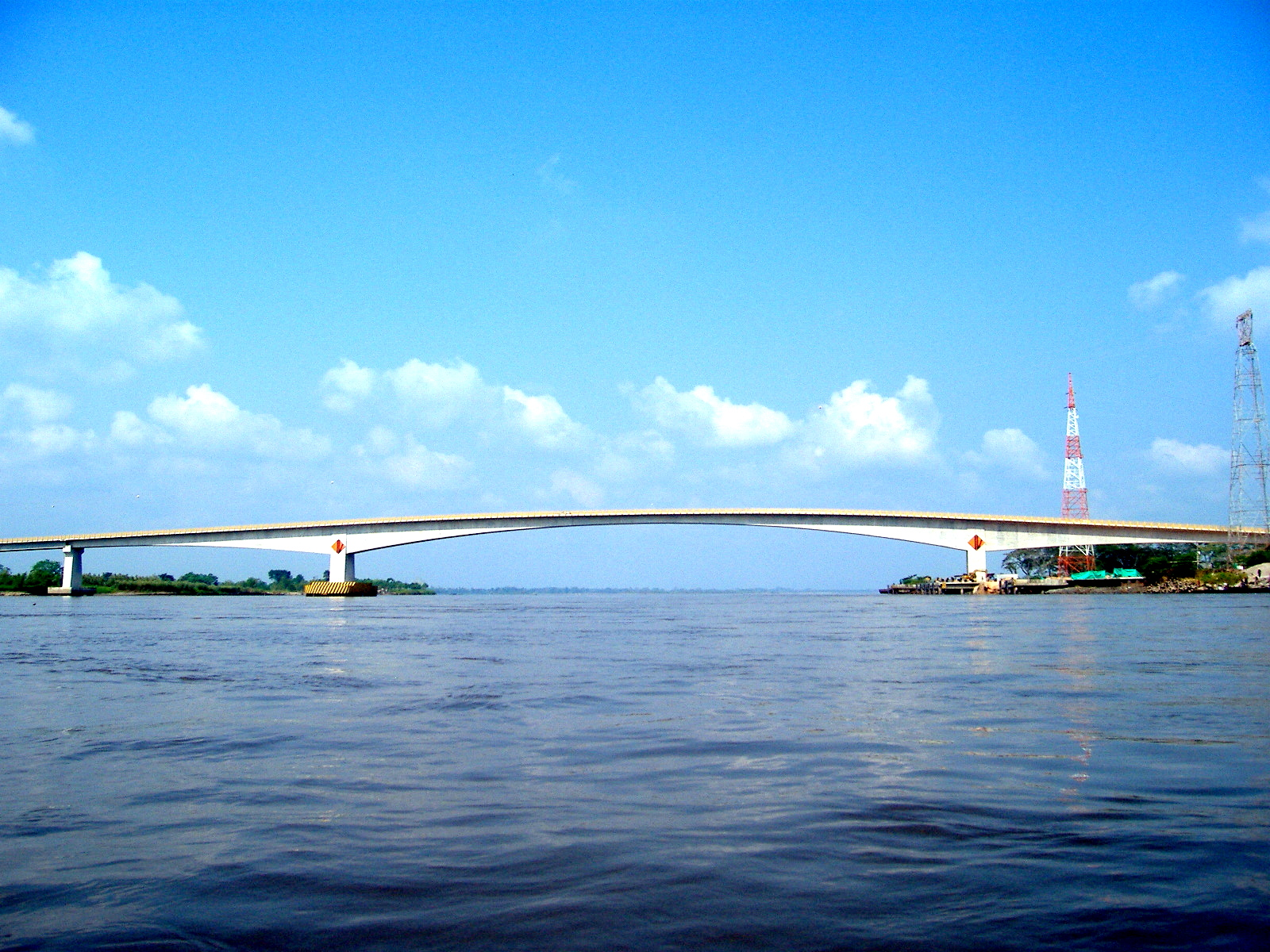
Мост между Барранкабермехой и Йондо

Транспортный узел, в городе расположены международный аэропорт и железнодорожная станция, на правом берегу реки Магдалены разместился порт. Город также связан нефтепроводом с портом Картахена на побережье Карибского моря